# Відцентровий дезінтегратор на гідростатичній підвісці

Рис. 1. Відцентровий дезінтегратор ЦД-10 з гідростатичною підвіскою розгінного ротора: 1 — кришка, 2 — корпус, 3 — відбійні плити, 4 — ротор, 5 — розгінні ребра, 6 — поплавок, 7 — гідростатик, 8 — муфта, 9 — електродвигун, 10 — опорні колони.

Рис. 2. Схема відцентрової дробарки ЦД-10 з гідростатичною підвіскою ротора
1 - циліндричний корпус; 2 - кришка з приймальні лійкою; 3 - ротор; 4 - розгінний диск; 5 - ребро; 6 - відбивні плити; 7 - вертикальний вал; 8 - муфта; 9 - електродвигун; 10 - поплавок; 11 - підвіска ротора; 12 - внутрішній борт ванни; 13 - зовнішній борт ванни;14 - конічна кришка; 15 - розвантажувальний бункер.

Відцентровий дезінтегратор на гідростатичній підвісці — відцентровий дезінтегратор створений і випробуваний в інституті Механобрчормет. Науково-технічні розробки по гідростатичній підвісці розгінного ротора реалізовані при створенні відцентрового дезінтегратора продуктивністю 5-10 т/год (ЦД-0,5; ЦД-10) для дроблення мінеральної сировини крупністю 100-0 мм до крупності 10-0 мм.
Особливістю даної конструкції є гідростатичний вузол підвіски ротора (гідростатична подушка), завдяки чому осьові і радіальні сили, що виникають при роботі від нерівномірного завантаження ротора, врівноважуються моментом стійкості і процесіальним моментом ротора (ас. 1424189, а.с. 1683197).
У приводі дробарки застосований асинхронний двигун з короткозамкнутим ротором. Регулювання частоти обертання проводиться за допомогою тиристорного перетворювача частоти.
Експериментальний зразок дезінтегратора виготовлений на механічному заводі інституту Механобрчермет і пройшов випробування на дослідній збагачувальній фабриці в циклі дрібного дроблення залізняку, керамічних магнітів і будівельних матеріалів.